# Petter Andersson (fotbollsspelare)
Petter Andersson, född 20 februari 1985, är en före detta svensk fotbollsspelare (mittfältare) som är mest känd för sin tid i Hammarby IF.
Andersson spelade för Hammarby IF från säsongen 2003 fram till den 1 september 2008 då han såldes till FC Groningen för 880 000 euro och skrev på ett fyraårskontrakt.
I juni 2012 skrev Andersson på ett kontrakt fram till sommaren 2016 med danska FC Midtjylland. Den 18 april 2014 gjorde han två mål i en 4–0-vinst borta mot AGF Århus. Båda målen var på assist från Kristian Bach Bak.
I juli 2016 värvades Andersson av Hammarby IF, där han skrev på ett kontrakt över säsongen 2018. Den 22 december 2016 meddelade Hammarby via sin webbsida att Petter river kontraktet i förtid och avslutar sin karriär som fotbollsspelare.
Andersson kallades en gång i tiden för "Ljusvattnets Henry", när han fortfarande spelade i Västerbotten där han även har sitt barndomshem och sin familj (Pappa Lars, mamma Annelie samt sina tre systrar Elin, Ida och Maja). Petter blev av tidningen Metro framröstad som Årets Snyggaste Allsvenska Profil 2008. Samma år röstades Petter även fram till Årets Bajenspelare av Hammarbys fans.

## Efter fotbollskarriären
Efter att ha avslutat sin fotbollskarriär grundade Andersson fotbollsagenturen Full Potential Agency och blev fotbollsagent tillsammans med Markus Rosenberg och Behrang Safari. Han representerar  spelare som Melker Widell, Victor Eriksson, Jesper Karlström, Noah Persson, Axel Brönner, Fredrik Hammar, Casper Widell, Samuel Burakovsky, Erdal Rakip, Marcus Antonsson mfl. 
Tidigare har han även jobbat som individuell spelarutvecklare för spelare som Alexander Isak, Kristoffer Olsson, Viktor Gyökeres, Anel Ahmedhodzic, Rasmus Nissen Kristensen, Jesper Karlsson, Gustaf Wikheim och Jesper Karlström. 

## Seriematcher och mål
- 2009–10: 0 / 0
- 2008–09: 15 / 5
- 2008: 19 / 6
- 2007: 22 / 4
- 2006: 9 / 1
- 2005: 25 / 6
- 2004: 26 / 4
- 2003: 2 / 0